# Invincibili angeli
Invincibili angeli (in originale Wilde Engel) è una serie televisiva tedesca, trasmessa dal 2003 al 2005 sul canale RTL e in Italia da Rai 2 e da La 7 Cartapiù. Dalla serie è nato un film, dalla durata di 90 minuti.. Nella prima stagione i protagonisti sono Franziska, Lena e Raven, invece nella seconda ci sono Rebecca, Ida e Aiko. È un remake della serie degli anni settanta Charlie's Angels.

## Episodi
| Stagione         | Episodi | Prima TV originale | Prima TV Italia |
| ---------------- | ------- | ------------------ | --------------- |
| Prima stagione   | 8       | 2003               | 2004            |
| Seconda stagione | 4       | 2005               | 2011            |